# 磁带存储
磁带存储是指人們在磁带上存储數碼資料。在早期的计算机中，磁带也是電腦數據存貯器中的重要儲存裝置。磁带存储现在更多地用于系统备份、 数据存档和数据交换。磁带的低成本使其可用于長時間的數據存储和归档。